# 吉永夢希
吉永 夢希（よしなが ゆめき、2006年2月22日 - ）は、熊本県出身のプロサッカー選手。ジュピラー・プロ・リーグ・KRCヘンク所属。ポジションはディフェンダー。

## 略歴
高校から名門　神村学園高等部に進学し、第101回全国高校サッカー選手権の優秀選手に選出などして、高校卒業後は、ベルギーのKRCヘンクに加入。
加入後は主にセカンドチームでベルギー二部に相当するベルギー・ファースト・ディビジョンBのヨングヘンクでプレーしている。

## 所属クラブ
- FC Vispo
- ソレッソ熊本
- 神村学園高等部
- KRCヘンク

## 代表歴
- 2022年 U-16サッカー日本代表（AFC U17アジアカップ2023予選）
- 2023年 U-17サッカー日本代表（AFC U17アジアカップ2023）、（2023 FIFA U-17ワールドカップ）